# 蒲郡線
蒲郡線（日语：／ Gamagōri sen */?）是一條連結日本愛知縣西尾市的吉良吉田站至同縣蒲郡市的蒲郡站，屬於名古屋鐵道（名鐵）的鐵路線。

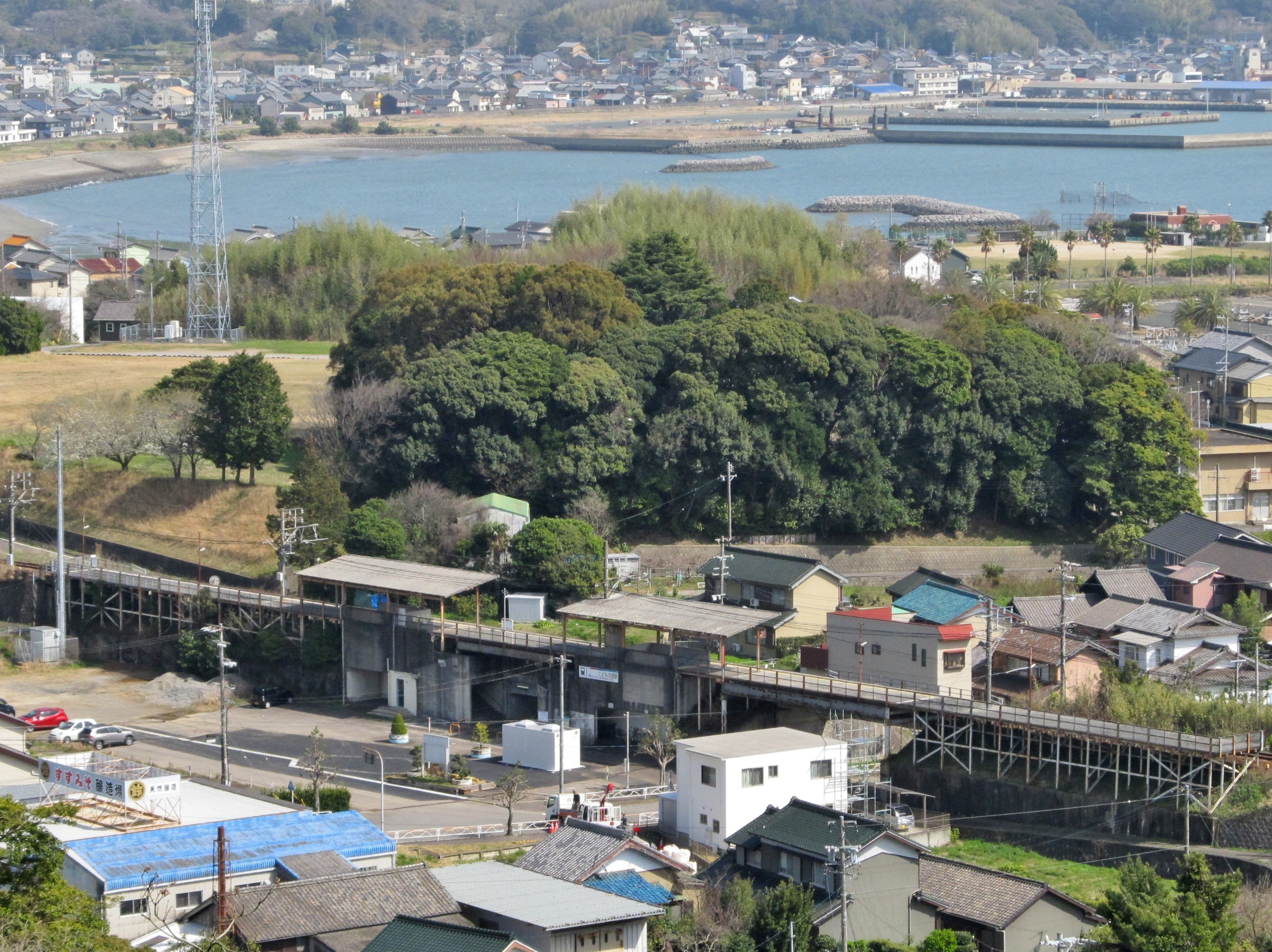
兒童之國站與三河灣
(2024年3月)

## 路線資料
- 路線距離（營業距離）：17.6公里
- 軌距：1067毫米
- 站數：10個（包括起終點站）
- 複線路段：沒有（全線單線）
- 電氣化路段：全線（直流1500V）
- 閉塞方式：自動閉塞式
- 最高速度：85公里/小時（過去存在特急95公里/小時、急行90公里/小時。皆為形原－蒲郡間）
- 最大坡度：25‰（西幡豆－西浦的各站間）

## 車站列表
- 所有車站都位於愛知縣。
- 只限普通列車運行。所有列車各站停車。

範例
軌道（全線單線） … ｜：不可交會 ◇、∧：可交會
| 車站編號 | 中文站名     | 日文站名 | 英文站名 | 站間距離 | 營業距離 | 接續路線                              | 軌道 | 所在地 |
| -------- | ------------ | -------- | -------- | -------- | -------- | ------------------------------------- | ---- | ------ |
| GN13     | 吉良吉田     |          |          | -        | 0.0      | 名古屋鐵道： 西尾線                   | ◇    | 西尾市 |
| GN14     | 三河鳥羽     |          |          | 3.2      | 3.2      |                                       | ◇    | 西尾市 |
| GN15     | 西幡豆       |          |          | 1.5      | 4.7      |                                       | ◇    | 西尾市 |
| GN16     | 東幡豆       |          |          | 2.3      | 7.0      |                                       | ◇    | 西尾市 |
| GN17     | 兒童之國     |          |          | 1.9      | 8.9      |                                       | ｜   | 西尾市 |
| GN18     | 西浦         |          |          | 1.6      | 10.5     |                                       | ◇    | 蒲郡市 |
| GN19     | 形原         |          |          | 1.2      | 11.7     |                                       | ◇    | 蒲郡市 |
| GN20     | 三河鹿島     |          |          | 1.8      | 13.5     |                                       | ｜   | 蒲郡市 |
| GN21     | 蒲郡競艇場前 |          |          | 1.8      | 15.3     | 東海旅客鐵道： 東海道本線（三河鹽津） | ｜   | 蒲郡市 |
| GN22     | 蒲郡         |          |          | 2.3      | 17.6     | 東海旅客鐵道： 東海道本線             | ∧    | 蒲郡市 |

### 廢站
車站名稱取自廢站前一刻
- 宮崎口站（吉良吉田站 - 三河鳥羽站之間） - 1944年暫停營業，1970年10月5日被廢除
- 拾石站（三河鹿島站 - 蒲郡站之間） - 1968年10月1日廢除，與鹽津站合併為蒲郡競艇場前站
- 竹谷站（三河鹿島站 - 蒲郡站之間） - 1944年暫停營業，1953年1月1日廢除，與江畑站合併為鹽津站
- 鹽津站（三河鹿島站 - 蒲郡站之間） - 1968年10月1日廢除，與拾石站合併為蒲郡競艇場前站
- 江畑站（三河鹿島站 - 蒲郡站之間） - 1944年暫停營業，1953年1月1日廢除，與竹谷站合併為鹽津站

### 過去的接續路線
- 吉良吉田站：名鐵三河線 - 2004年4月1日廢除